# Salpingotus pallidus
Salpingotus pallidus is een zoogdier uit de familie van de jerboa's (Dipodidae). De wetenschappelijke naam van de soort werd voor het eerst geldig gepubliceerd door Vorontsov & Shenbrot in 1984.